# Тринаестоугао
У геометрији, тринаестоугао је многоугао са тринаест темена и тринаест страница.

### Правилни тринаестоугао
Правилни тринаестоугао је тринаестоугао код кога су све странице једнаке дужине и сви унутрашњи углови једнаки.
Сваки унутрашњи угао правилног тринаестоугла има приближно 152° (степена) 18 ' (минута), а збир свих унутрашњих углова било ког тринаестоугла износи 1980°.
Ако му је основна страница дужине {\displaystyle a\,\!}, површина правилног тринаестоугла се одређује формулом

{\displaystyle P={\frac {13a^{2}}{4}}\mathop {\mathrm {ctg} } \,{\frac {\pi }{13}}\approx 13,1858a^{2}}.
Површина се може израчунати и са
{\displaystyle P={\frac {13}{2}}R^{2}\sin {\frac {2\pi }{13}}=13r^{2}\mathop {\mathrm {tg} } \,{\frac {\pi }{13}}}
где је {\displaystyle R} - полупречник описаног круга, а {\displaystyle r} - полупречник уписаног круга.
Обим правилног тринаестоугла коме је страница дужине {\displaystyle a\,\!} биће једнак {\displaystyle 13a\,\!}.

### Конструкција
Правилни тринаестоугао се не може конструисати уз помоћ лењира и шестара.